# Сміт-Веллі (Невада)
Сміт-Веллі (англ. Smith Valley) — переписна місцевість (CDP) в США, в окрузі Лайон штату Невада. Населення — 1710 осіб (2020).

## Географія
Сміт-Веллі розташований за координатами 38°47′18″ пн. ш. 119°20′19″ зх. д. / 38.78833° пн. ш. 119.33861° зх. д. (38.788295, -119.338585).  За даними Бюро перепису населення США в 2010 році переписна місцевість мала площу 317,39 км², з яких 312,41 км² — суходіл та 4,98 км² — водойми.

## Демографія
Згідно з переписом 2010 року, у переписній місцевості мешкали 1603 особи в 694 домогосподарствах у складі 506 родин. Густота населення становила 5 осіб/км².  Було 800 помешкань (3/км²).
Расовий склад населення:
| - 89,1 % — білих - 1,4 % — корінних американців - 0,4 % — чорних або афроамериканців - 0,4 % — азіатів - 5,6 % — осіб інших рас |

До двох чи більше рас належало 3,1 %. Частка іспаномовних становила 12,2 % від усіх жителів.
За віковим діапазоном населення розподілялося таким чином: 17,2 % — особи молодші 18 років, 58,2 % — особи у віці 18—64 років, 24,6 % — особи у віці 65 років та старші. Медіана віку мешканця становила 53,6 року. На 100 осіб жіночої статі у переписній місцевості припадало 104,7 чоловіків;  на 100 жінок у віці від 18 років та старших — 102,7 чоловіків також старших 18 років.
Середній дохід на одне домашнє господарство  становив 92 664 долари США (медіана — 70 926), а середній дохід на одну сім'ю — 87 277 доларів (медіана — 70 926). За межею бідності перебувало 8,7 % осіб, у тому числі 3,6 % дітей у віці до 18 років та 4,9 % осіб у віці 65 років та старших.
Цивільне працевлаштоване населення становило 338 осіб. Основні галузі зайнятості: освіта, охорона здоров'я та соціальна допомога — 33,4 %, публічна адміністрація — 28,7 %, сільське господарство, лісництво, риболовля — 8,6 %, науковці, спеціалісти, менеджери — 6,5 %.